# عبد الرحيم فاخوري
الإعلامي عبد الرحيم أحمد فاخوري
- ولد في مدينة حماة وسط سوريا في 16 فبراير 1950م.
- يحمل الإجازة في الأعلام –قسم الأعلام المرئي والمسموع (موسكو)
- عين مديرا لمكتب الوكالة العربية السورية للأنباء (سانا) بين عامي 1979-1984
- اعتمد مراسلا للإذاعة والتلفزيون في محافظتي حمص وحماه بين عامي 1985-1990
- شارك معداً للبرنامج المفتوح في التلفزيون السوري.
- أيضاً برنامج مرصد التلفزيون في التلفزيون السوري (تناول فيه قضايا المواطنين ومشكلاتهم)
- أيضاً برنامج معكم على الهواء في إذاعة دمشق /4/ ساعات يوميا وبرنامج البث المباشر اليومي لأكثر من عشرة سنوات
- عمل على احداث مركزي الإذاعة والتلفزيون في محافظتي حمص وحماه وتسلم ادارتهما منذ عام 1990 واستمر مديرا حتى اواخر عام 2012
- تزامن مع عمله الاذاعي والتلفزيوني اسهاماته بكتابات ودراسات سياسية واقتصادية اجتماعية في الصحف السورية
- اعتمد من قبل رئاسة الحكومات السورية المتعاقبة لإدارة حوارات المؤتمرات الوطنية والدولية المنعقدة على أرض سوريا والمنقولة على الهواء عبر القنوات التلفزيونية المتعددة

■ يعتبر من أهم وأجمل الاصوات الإذاعية في سوريه والبلاد العربيه...
- أعد وأنتج وعلق على أكثر من ثلاث مئة فيلم وثائقي سوري وعربي ودولي منها
- سورية عبر العصور)
- المبدعون العرب – لصالح الجامعة العربية )
- دبي حاضرة زمانها – لصالح إمارة دبي)
- الاستثمار السوري الكويتي – لصالح دولة الكويت )-(حلب والتاريخ العريق سوريا) –
- الاستثمار الدولي في سوريا – لصالح رئاسة الوزراء)
- المدن الصناعية في سوريا – لصالح رئاسة الوزراء)
- الاستثمار الخليجي في سوريا – لصالح رئاسة الوزراء )
- حماه عبر العصور – سوريا )
- حصل على جائزة الأمم المتحدة – اليونيسيف في فيلم عمالة الأطفال
- حصل على الجائزة الأولى لليونيسيف في المسابقة الدولية حول الأسرة والمجتمع بفيلمه الوثائقي زواج الأقارب عام 2009
- حصل فلمه الوثائقي (افاميا تعانق الشمس) على الجائزة الأولى في مهرجان قرطاج عام 2009
- اعتمد كصوت سوري للترويج لسوريا في ميادين السياحة والآثار والاستثمار والمهرجانات الدولية
- أعتمد كمعلق رئيسي في الاحتفالات الوطنية والجماهيرية والرسمية
- أدار العديد من الحوارات التي تنقل على الهواء في المؤتمرات والمنتديات الثقافية والاقتصادية والسياسية
- أسس شركة إنتاج تلفزيوني في سوريا مرخصة من وزارة الأعلام تحت اسم (الشرق للإنتاج الفني والأعلام) وأنتجت الشركة مئات الأفلام الوثائقية والتقارير التلفزيونية والأفلام الإعلانية والمرئية والمسموعة ويرأس مجلس إدارتها.
- يعكف الإعلامي عبد الرحيم فاخوري على إعداد سلسلة وثائقية تلفزيونية هامة مؤلفة من ثلاثين حلقة عن المدن العربية التي تمتلك السمات التاريخية والثقافية والتراثية.. والتي لعبت دوراً هاما في تاريخ المنطقة العربية والعالم. حيث يتطرق العمل الوثائقي لحياة سكان المدينة عبر شرائح المجتمع العمرية والمعرفية.

ويرصد الآداب والفنون والتقاليد المؤثرة في تاريخها ثقافيا وسياسياً واقتصادياً ويتناول جغرافية المكان وسبل التواصل الاجتماعي والموارد المحلية
- هذا وكان الإعلامي عبد الرحيم فاخوري قد أعد وانتج مئات الأفلام الوثائقية وحصل خلالها على جواز عربية ودولية.

● في نهاية 2018 أنهى الاعلامي عبد الرحيم فاخوري كتابة مسلسلة سهرات تلفزيونية مؤلفة من ثلاثين حلقه بعنوان
(زوايا الانكسار) يستطيف خلالهما الفنانين والاعلاميين ونجوم السينماوالتلفزيون إضافة ة إلى المبدعين ونجوم المجتمع
عبر حوارات مركزه بعيدة عن النمطية.. تتناول آفاق المهن الإبداعيه ومشكلاتها والحلول المطلوبه.ويتخلل السهرات مشاركة الضيوف بفقرات فنية غنائية ودرامية عبر زوايا البرامج المتعدده...